# Taxi Brooklyn
Taxi Brooklyn è una serie televisiva francese e statunitense sviluppata da Gary Scott Thompson, Stephen Tolkin, Franck Ollivier.

## Trama
Caitlin "Cat" Sullivan è una detective del NYPD che lavora a Brooklyn. Dopo che i suoi privilegi di guida sono sospesi, lei si affida a Leo Romba, un tassista francese di Brooklyn. Leo diventa autista di Cat e un consulente di fatto sui suoi casi. Mentre risolve i crimini con Leo, Cat indaga senza autorizzazione sulla morte di suo padre, ma un detective della NYPD ritiene che l'indagine sia già stata eseguita dalla famiglia criminale Capella. In tal modo, si scontra con il suo capo, il capitano Baker, e il suo ex-marito Gregg, che ha raccolto il caso per l'FBI.

## Episodi
| Stagione       | Episodi | Prima TV Francia | Prima TV Italia |
| -------------- | ------- | ---------------- | --------------- |
| Prima stagione | 12      | 2014             | 2014            |

## Produzione
La serie è basata sulla tetralogia Taxxi scritta da Luc Besson.

Il 6 marzo del 2015, la NBC annuncia la cancellazione della seconda stagione della serie televisiva, per bassi ascolti.